# Rudbeckia klamathensis
Rudbeckia klamathensis là một loài thực vật có hoa trong họ Cúc. Loài này được P.B.Cox & Urbatsch miêu tả khoa học đầu tiên năm 1994.